# Ashampoo Burning Studio
Ashampoo Burning Studio es un programa de grabación de discos ópticos como discos compactos, DVD y Blu-ray. La versión 6 se distribuye gratuitamente, mientras que la 8 es comercial. Destaca por tener un menú de opciones ordenado y fácil de usar.
Permite la creación de películas caseras, discos de audio tradicional o comprimido (MP3/WMA) y copias de seguridad (con opción de cifrado).

## Funcionalidades
- Video: Graba DVD de video directamente a partir de casi cualquier archivo de video.
- Copias modificadas y discos cargables: Agregue archivos adicionales mientras se copian los discos, para crear copias modificadas de discos de carga.
- Grabación de MP3: Graba CD de audio directamente en MP3 así como WMA o WAV.
- Copias de seguridad y restauración: Elegir el tamaño del archivo, restaurar archivos individuales.
- Funciones para Expertos: Crea discos de carga a partir de imágenes de disco, se puede elegir el sistema de archivos.

### Otras funciones
- Graba archivos y carpetas en CD/DVD/Blu-ray y agrega archivos y carpetas a discos ya existentes.
- Copias de seguridad múltiples y restauración en CD/DVD/Blu-ray con compresión y protección por contraseña.
- Crea VideoCD y Super VideoCD.
- Graba música a partir de CD de audio en MP3, WMA y WAV.
- Crea CD de audio a partir de archivos WAV, MP3, FLAC, WMA y Ogg Vorbis.
- Crea CD MP3 o WMA, DVD y discos Blu-ray o copia solo música en CD, DVD o Blu-ray.
- Copia CD, DVD y discos Blu-ray.
- Crea y graba imágenes de disco para CD, DVD y Blu-ray.
- Borra fácilmente cualquier soporte regrabable.
- Guarda imágenes de disco superiores a 2GB en FAT32.
- Asistente interactivo para resolver problemas de hardware y soportes de grabación.
- Guarda archivos de proyecto para volver a grabar el mismo disco más tarde.
- Soporte integrado para cerca de 1700 grabadores de CD, DVD y Blu-ray.